# نمایندگی دائم ارمنستان در ژنو
نمایندگی دایمی ارمنستان در ژنو (انگلیسی: Permanent Mission of the Republic of Armenia to the United Nations) ارمنستان در سوئیس می‌باشد. هم‌اکنون هاسمیک تولماجیان ریاست نمایندگی را برعهده دارد.

## مشخصات
- آدرس: 16 Parc du Château Banquet 1202 Geneva
- تلفن: +۴۱ ۲۲ ۳۲۰ ۱۱ ۰۰

## پیشین
- کارن نازاریان (۲۰۰۲–۱۹۹۶)
- زهراب مناتسکانیان (۲۰۰۸–۲۰۰۲)
- شارل آزناوور (۲۰۱۸–۲۰۰۹)
- آندرانیک هوهانیسیان[۱] (۲۰۲۴–۲۰۱۹)
- هاسمیک تولماجیان (اکنون-۲۰۲۴)